# Deuben (Freital)
Deuben ist ein Stadtteil der sächsischen Großen Kreisstadt Freital im Landkreis Sächsische Schweiz-Osterzgebirge. Die Geschichte der im Weißeritztal gelegenen Gemeinde Deuben reicht bis ins 14. Jahrhundert zurück. Während der Industrialisierung erfuhr der Ort durch den Steinkohlenbergbau und die darauf folgende Entwicklung der Schwerindustrie im Döhlener Becken wirtschaftlichen und gesellschaftlichen Aufschwung und gehörte zu Beginn des 20. Jahrhunderts zu den einwohnerstärksten Gemeinden ohne Stadtrecht in Deutschland.
Im Jahr 1921 war Deuben zusammen mit Döhlen und Potschappel eine der drei Gründungsgemeinden der neuen Stadt Freital und bildet eines ihrer kulturellen, wirtschaftlichen und infrastrukturellen Zentren. Deuben hat etwa 5700 Einwohner auf einer Fläche von 1,54 km² und ist damit der am dichtesten besiedelte der 15 Stadtteile Freitals.

## Geographie

### Geographische Lage
Deuben befindet sich im Döhlener Becken zwischen dem 353 Meter hohen Windberg im Osten, dem Raschelberg im Südosten und dem im Westen beginnenden Hang zur Opitzer Höhe hin auf durchschnittlich 174 Metern über Normalhöhennull. Der Ort befindet sich an der breitesten Stelle der Sohle des von der süd-nord fließenden Vereinigten Weißeritz geformten Tals auf Freitaler Stadtgebiet. Der Poisenbach, aus dem Poisental kommend, mündet bei Deuben in die Weißeritz.
Bedingt durch den früher betriebenen Bergbau in der Region ist ein Großteil der Gemarkungsfläche als Gebiet mit unterirdischen Hohlräumen gemäß der sächsischen Hohlraumverordnung klassifiziert.

### Gliederung und Abgrenzung des Stadtteils

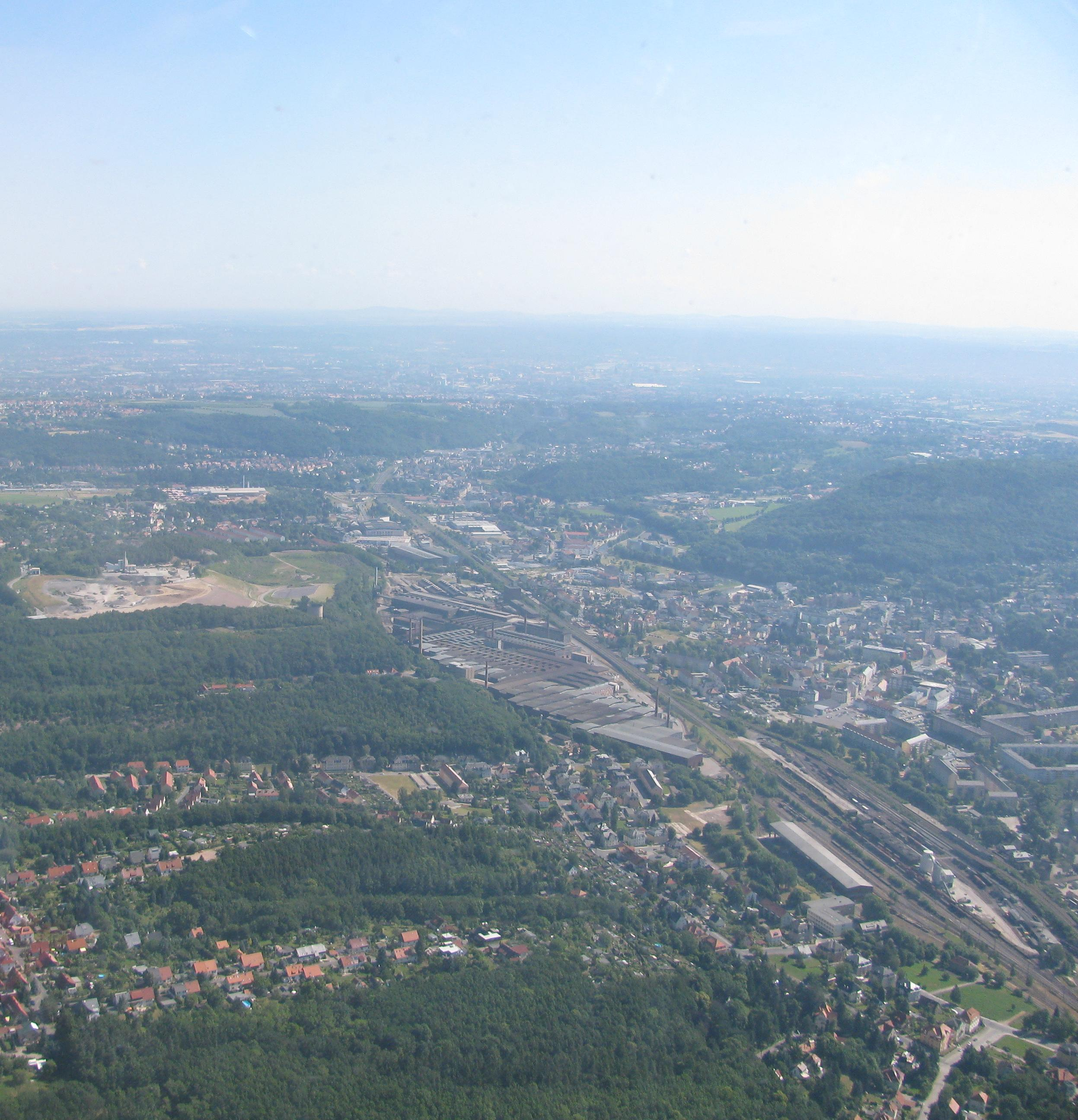
Luftbild von Deuben, Blickrichtung Dresden, in der Mitte das Edelstahlwerk

Durch die Bahnstrecke und das Gelände des Edelstahlwerks ist Deuben in einen kleineren westlichen und einen größeren östlichen Teil getrennt. Der Ostteil ist dicht besiedelt und Standort der wichtigen öffentlichen und kulturellen Einrichtungen des Stadtteils. Der westliche Teil ist, auch bedingt durch die stärkere Hanglage, lockerer bebaut und durch zwei Waldgebiete von der übrigen Bebauung abgetrennt.
Der Stadtteil hat eine maximale Nord-Süd-Ausdehnung von 1,3 Kilometern und eine maximale Ost-West-Ausdehnung von 2,8 Kilometern, dabei umfasst die mit dem Stadtteil Deuben deckungsgleiche Gemarkung eine Fläche von 1,56 Quadratkilometern. Beginnend am nördlichsten Punkt der Gemarkung, dem Bereich südlich des Neumarkts, verläuft die Stadtteilgrenze zunächst entlang der Leßkestraße in östlicher Richtung bis zur Weißeritz. Anschließend folgt sie der Weißeritz und später dem Poisenbach, die die Grenzlinie zu Niederhäslich ziehen, stromaufwärts bis auf Höhe der Kreuzung Poisental-/Johannisstraße, wo sie nach Südwesten abknickt. Die folgende Gemarkungsgrenze zu Schweinsdorf verläuft durch den Johannisfriedhof und trifft in Höhe der Bürgerstraße zunächst auf den Deubener Weißeritzmühlgraben und an der Robert-Koch-Straße wieder auf die Weißeritz. Die ab diesem Punkt verlaufende Stadtteilgrenze zwischen Deuben und Hainsberg durchquert das Neubaugebiet Deuben-Süd, das Bahngelände und die Siedlung an der Südstraße. Am westlichsten Punkt des Stadtteils, der Kreuzung zwischen Rehsteig und Opitzer Straße, folgt die Grenze zum Stadtteil Weißig. Diese verläuft entlang des Breiten Grundes und des Pfaffengrundes wieder ins Tal, wo sich Döhlen anschließt. Im Folgenden verläuft die Grenze durch das Werksgelände des Edelstahlwerks vorbei am Bahnhof und Busbahnhof zurück zum Neumarkt.
Bis März 2011 war der Stadtteil Deuben deckungsgleich mit der 1921 eingegliederten Gemeinde inklusive ihrer Ortsteile Niederhäslich und Schweinsdorf. Diese beiden Gemarkungen bilden seitdem eigene Stadtteile.

## Geschichte

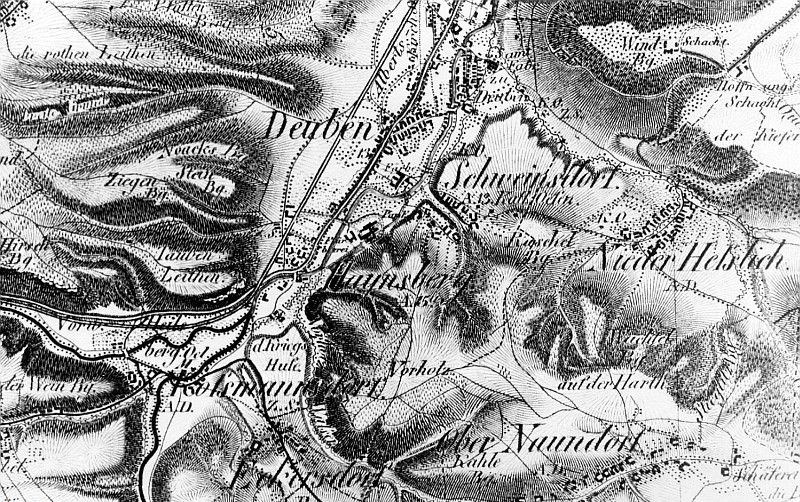
Oberreit’sche Karte von 1821 mit Deuben und Schweinsdorf in der Kartenmitte

Das Breitgassendorf Deuben wurde im Jahr 1378 als „Duben“ erstmals urkundlich erwähnt. Der Name ist altsorbischen Ursprungs und bedeutet Siedlung wo Eichen stehen. Um 1378 ist eine Zugehörigkeit zum Castrum Dresden überliefert. Die Grundherrschaft oblag dem Rittergut Potschappel. Im Jahr 1696 ist Deuben zum Amt Dresden gehörig, auch wird ein Vorwerk im Ort genannt. Durch das Auftreten von Kohle im Döhlener Becken und deren Abbau siedelten sich hier in der Zeit der Industrialisierung viele verarbeitende Betriebe an, deren Werkhallen zum Teil noch das Deubener Ortsbild dominieren. Um der wachsenden Bevölkerung gerecht zu werden, wurde 1869 eine Kirche errichtet. Deuben trennte sich damit von den Kirchgemeinden Döhlen und Pesterwitz.
Ab 1875 ist das Dorf zur Amtshauptmannschaft Dresden gehörig. Am 1. April 1900 – die waldhufen- und gewannähnliche Streifenflur bemaß 154 Hektar – wurde Schweinsdorf, der kleinere der beiden späteren Ortsteile, eingemeindet. Niederhäslich folgte 1915. Durch die vielen verarbeitenden Betriebe und den damit stark steigenden Arbeiterbedarf zogen immer mehr Menschen nach Deuben. Das hatte zur Folge, dass die Einwohnerzahl des Ortes bereits 1910 über 10.000 gestiegen war. Deuben gehörte damit nach Einwohnern zu den größten nichtstädtischen Gemeinden des Deutschen Kaiserreiches.
Deuben war bis zum Jahr der Gründung von Freital 1921 eine eigenständige Gemeinde. Erste Bestrebungen zum Zusammenschluss der drei größten Orte im Döhlener Becken, Deuben, Döhlen und Potschappel, gab es seitens des Deubener Gemeindevorstandes Rudelt. Am 1. Oktober 1921 schlossen sich diese drei Gemeinden schließlich zur Stadt Freital zusammen, deren Name vom Döhlener Gemeindevorstand Hermann Henker vorgeschlagen wurde. Die zwei Deubener Ortsteile wurden seitdem nicht als Ortsteile Freitals gezählt, sondern blieben weiterhin Deuben zugeordnet und existierten als Gemarkungen weiter.
Während der DDR-Zeit wurden vor allem im südlichen Teil Deubens mehrere Wohnviertel in Plattenbauweise errichtet. Größere Siedlungen entstanden auch in Niederhäslich und die Stahlarbeitersiedlung in Schweinsdorf auf dem Raschelberg. Die Gebäude sind größtenteils erhalten geblieben und werden von mehreren regionalen Wohnungsgenossenschaften verwaltet. In den 1990er Jahren entstand in Deuben das City-Center, ein Gebäudetrakt mit Flächen für Einzelhandel, Büros und Wohnungen und Parkplätzen.
Das Hochwasser im August 2002 („Jahrhundertflut“) ließ die Weißeritz über die Ufer treten, nachdem bereits 1958 beträchtlicher Hochwasserschaden entstanden war, und richtete große Schäden im gesamten Stadtgebiet an. Die geschädigte Bausubstanz wurde größtenteils saniert oder neu gebaut, viele Häuser mussten jedoch abgerissen werden. Auf Grund des Hochwassers wurde das Flussbett der Weißeritz im gesamten Stadtgebiet hochwassersicherer ausgebaut. Die Bauarbeiten dafür sind größtenteils abgeschlossen.

## Kultur und Sehenswürdigkeiten

### Sakralbauten

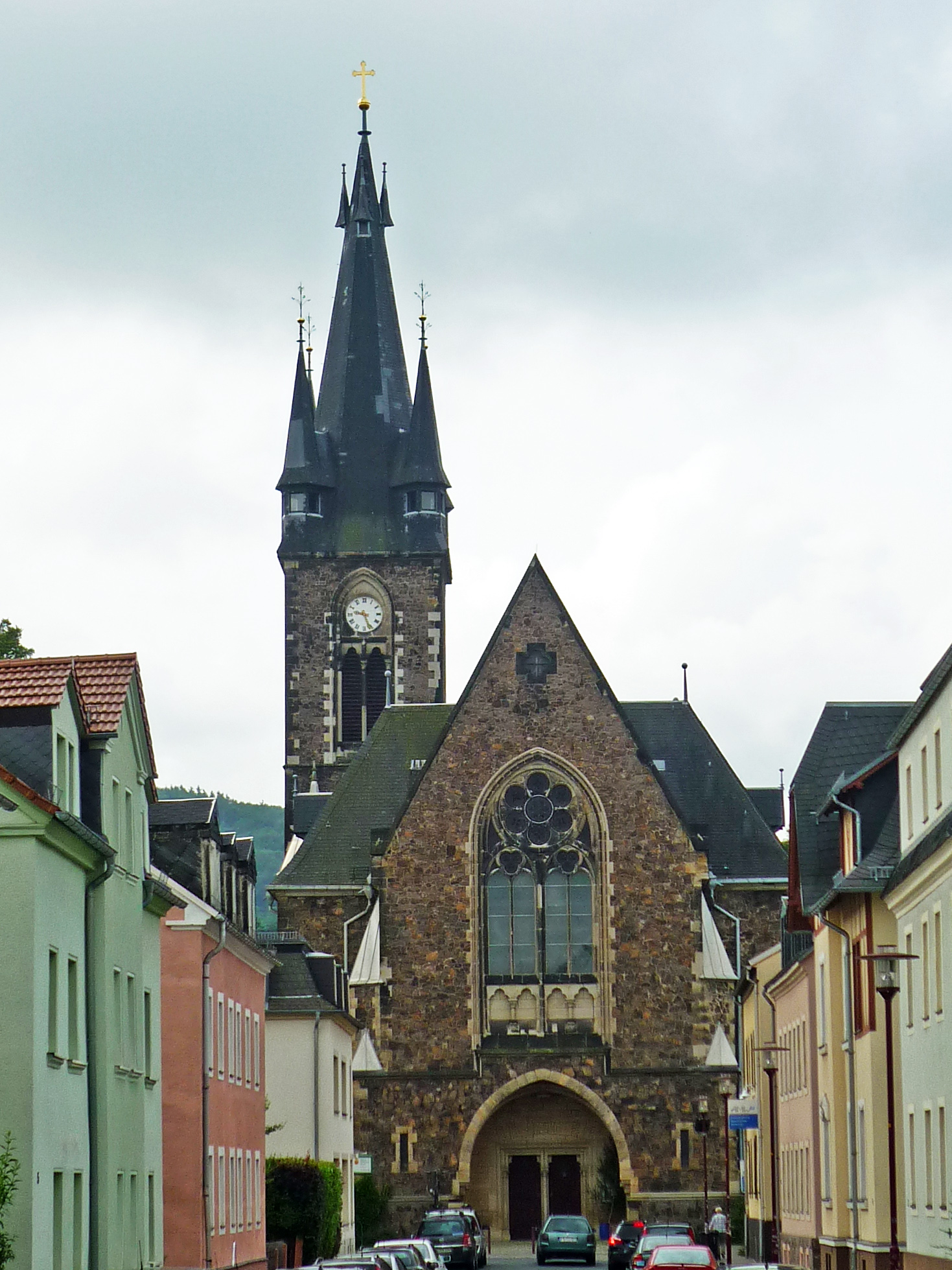
Christuskirche Deuben

Die 1869 geweihte evangelisch-lutherische Deubener Christuskirche ist der größte Kirchenbau im Weißeritztal und gehörte in ihrer Entstehungszeit zu den bedeutendsten sächsischen Kirchenbauten. Sie ist die erste neogotische Kirche im Dresdner Raum und entstand nach Plänen des Architekten August Pieper. Das Hauptportal befindet sich am Nordgiebel, das hallenartig wirkende Kirchenschiff weist eine von der englischen Holzgotik beeinflusste Decke auf und wird von einer auf Sandsteinsäulen gelagerten Empore umlaufen. Der 61 Meter hohe Kirchturm liegt östlich des Altarraums.
Zur Kirchgemeinde Deuben gehört der Johannisfriedhof, der allerdings auf Schweinsdorfer Flur an der Grenze zum Stadtteil Deuben gelegen ist. Das Zentrum dieser Anlage bildet die 1901/02 von Richard Friedrich Reuter errichtete neoromanische Johanniskapelle mit einem 30 Meter hohen Kuppelgewölbe und einem achteckigen Turm aus Syenit. Auf dem Friedhof erinnert ein Ehrenmal an 168 sowjetische Opfer von Zwangsarbeit, deren Namen (soweit sie von 147 bekannt waren) auf dreieckigen Gedenkstelen entlang der nördlichen und westlichen Friedhofsumgrenzung vermerkt sind. Gegenüber befindet sich eine Grabanlage mit einem Ehrenmal für weitere Zwangsarbeiter und Zwangsarbeiterinnen aus Litauen, Ungarn, der Tschechoslowakei und Italien.
An der Johannisstraße befindet sich das 1895 erbaute Katholische Pfarramt „St. Joachim“. Der aus roten Klinkern errichtete Bau weist ein schiefergedecktes Walmdach auf und wurde mehrfach umgebaut. 1908 fertigten die Gebrüder Jehmlich die Orgel. Das Haus ist Sitz der römisch-katholischen Freitaler Pfarrgemeinde.

### Parkanlagen, Denkmale und Plastiken

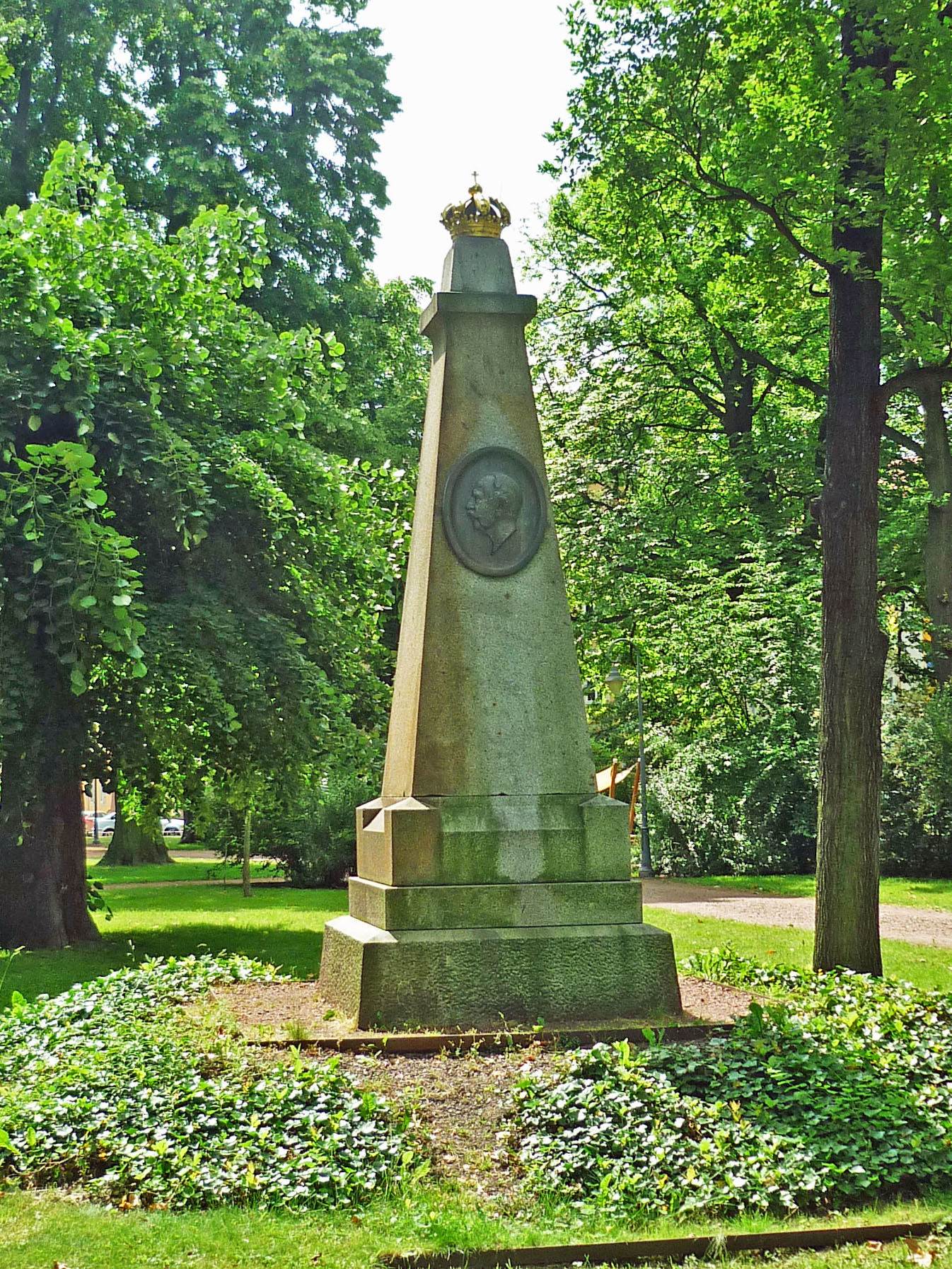
Gedenkstein im Goethepark

Am Werkseingang zum Edelstahlwerk befindet sich eine Stahlguss-Plastik aus den 1950er Jahren, die einen Stahlwerker zeigt. Sie ist ein Beispiel für frühe Auftragskunst in der DDR. Eine ähnliche Figur befindet sich in der Niederhäslicher Raschelbergsiedlung.
Nur wenige Meter davon entfernt bildet ein Gedenkstein an Albert von Sachsen das Zentrum des Goetheplatzes. Der Obelisk trägt eine vergoldete Krone und ein Medaillon des Königs sowie die Aufschrift „Gewidmet dem beliebten Sachsenkönig Albert und der gesamten königlichen Familie“. Der Goetheplatz selbst ist einer der wenigen Parks in der Freitaler Innenstadt aus dem 20. Jahrhundert. Die rechteckige Anlage wurde am 2. September 1904 als König-Albert-Park eingeweiht. Neben dem Gedenkstein befinden sich dort ein Teich mit Fontäne und verschiedene Wege mit Sitzgelegenheiten. In den 1920er Jahren wurde der Park umbenannt und 1995 letztmals umfangreich instand gesetzt. Der Goetheplatz bzw. -park ist als Gartendenkmal ausgewiesen.
Nach dem Abriss eines Wohn- und Geschäftshauses entstand an der Ecke Dresdner Straße/Wehrstraße in Nachbarschaft zum Goetheplatz eine kleine mit Natursteinmauern abgregrenzter Naherholungsanlage. Außerdem ist die Christuskirche von einem kleinen Park umgeben, in dem sich ein Kriegerdenkmal für Opfer des Ersten Weltkrieges befindet. Ein weiterer Gedenkstein aus der Nachkriegszeit befindet sich direkt neben der Sporthalle des Weißeritzgymnasiums: das Arbeitersportlerdenkmal erinnert an die im Ersten Weltkrieg gefallenen Mitglieder des Sportvereins ATSV Deuben. Der Gedenkstein wurde ursprünglich an der Egermühle aufgestellt, dann an die Turnhalle Rudeltstraße in Niederhäslich versetzt und kehrte nach dem Abriss der Turnhalle im Jahr 2009 nach Deuben zurück.
Des Weiteren existieren zwei geschützte Gedenktafeln im Stadtteil: eine 1996 aufgestellte Tafel an den jüdischen Schriftsteller Kurt Heilbut, der machfach verhaftet 1943 im Konzentrationslager Auschwitz starb, befindet sich an seinem ehemaligen Wohnhaus in der heutigen Südstraße 20. Außerdem weist ein Relief am Wohn- und Geschäftshaus Dresdner Straße 237 aus: „Erbaut durch die Mithilfe im nationalen Aufbauwerk 1958–1959“.

### Profanbauten

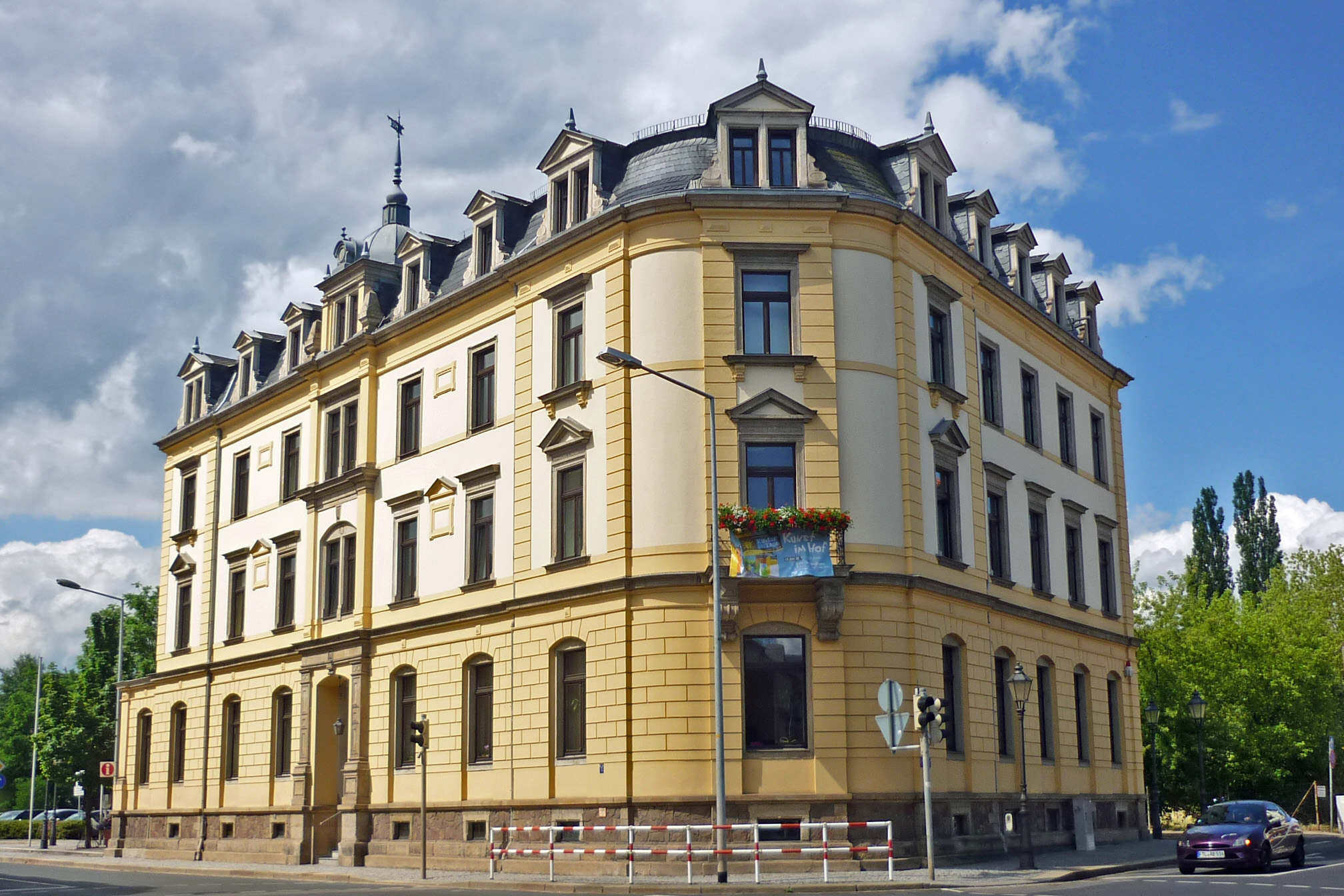
Rathaus Deuben (2014)

Das Rathaus Deuben ist das älteste der drei Rathäuser der späteren Gründungsgemeinden Freitals. Es wurde 1888 nach Plänen von Moritz Käppler im Kreuzungsbereich der heutigen Bahnhofstraße, Mozartstraße und Dresdner Straße errichtet. Der vergleichsweise schlichte viergeschossige Bau mit trapezförmigem Grundriss wurde auf dem zur Dresdner Straße gelegenen Vorplatz durch den 1891 eingeweihten Krönertbrunnen ergänzt (dieser wurde wegen Baufälligkeit später entfernt). Seit 1995 beherbergt das Gebäude wieder Teile der Stadtverwaltung, unter anderem den Geschäftsbereich I mit Hauptamt, Sozialamt und der städtischen Finanzverwaltung.
Das Empfangsgebäude des Bahnhofs Freital-Deuben befindet sich bereits auf der Gemarkung des Nachbarstadtteils Döhlen unmittelbar an der Grenze zu Deuben. Der 1904 im Zusammenhang mit der Hochlegung der Gleisanlagen in Freital errichtete, im Wesentlichen zweigeschossige Bau weist gestalterische Ähnlichkeiten zum im gleichen Jahr neugebauten Empfangsgebäude des Bahnhofs Hainsberg auf und befindet sich wie dieses unter Denkmalschutz, wird aber derzeit ausschließlich privat genutzt und dient nicht mehr dem Zugang zu den Bahnanlagen. Bekanntheit erlangte die sich lange Zeit im Gebäude befindliche Bahnhofskneipe „de Viere“.

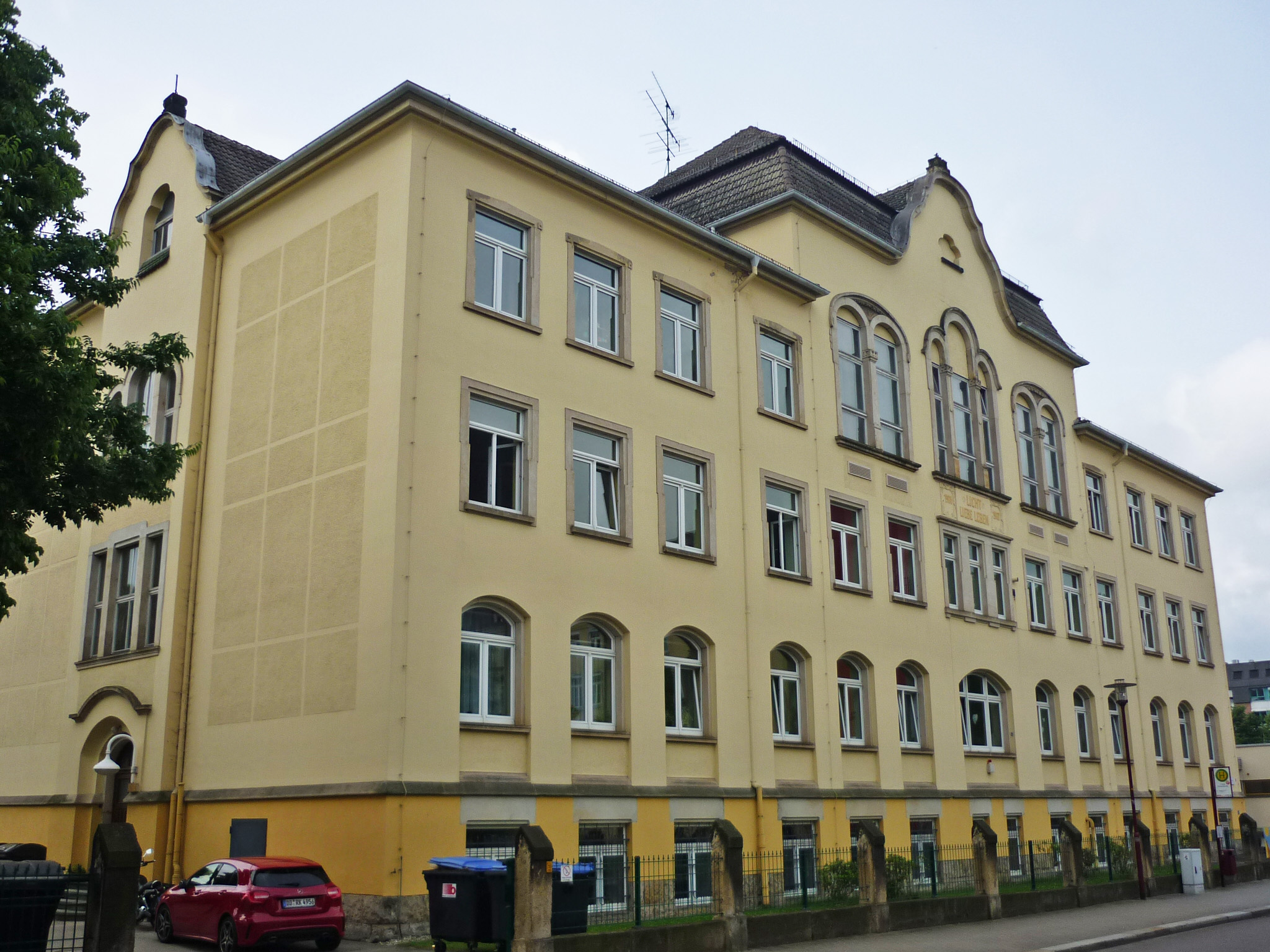
Fünftes Schulgebäude Deubens an der Krönertstraße 25, heute Hauptgebäude des Gymnasiums

Aufgrund des starken Bevölkerungswachstums entstanden in Deuben ab Mitte des 19. Jahrhunderts in kurzen Abständen neue Schulhäuser. In den Jahren 1844, 1861 und 1873 ließ die Gemeinde Deuben im Bereich der heutigen Krönertstraße, die auch heute noch zentraler Bildungsstandort im Stadtteil ist, Schulgebäude errichten. Im Jahr 1883 entstand der bis heute als Schule erhaltene Bau an der Pestalozzistraße, ein zunächst dreigeschossiger Bau, der später um zwei Flügelbauten ergänzt sowie zweimal, zuletzt bei der Sanierung 2008–2010, aufgestockt wurde. Das fünfte Deubener Schulgebäude an der Krönertstraße 25 wurde 1906/1907 errichtet und beherbergt gemeinsam mit dem Schulgebäude Pestalozzistraße gegenüber und einem Typenschulbau Dresden Atrium aus DDR-Zeiten an der Johannisstraße das Weißeritzgymnasium.
Als Zentrum der städtischen Gesundheitsversorgung befinden sich die Anlagen des Klinikums Freital im Stadtteil Deuben. Am Standort Wehrstraße entwickelte sich aus dem Umbau zweier Wohnhäuser das Stadtkrankenhaus, das im Zuge der Erweiterung zum Kreiskrankenhaus von den 1950er bis in die 1980er Jahre hinein erheblich vergrößert und durch Anbauten erweitert wurde, bis es in den 1990er Jahren im Wesentlichen sein heutiges Äußeres erhielt.

### Wohn- und Geschäftsgebäude

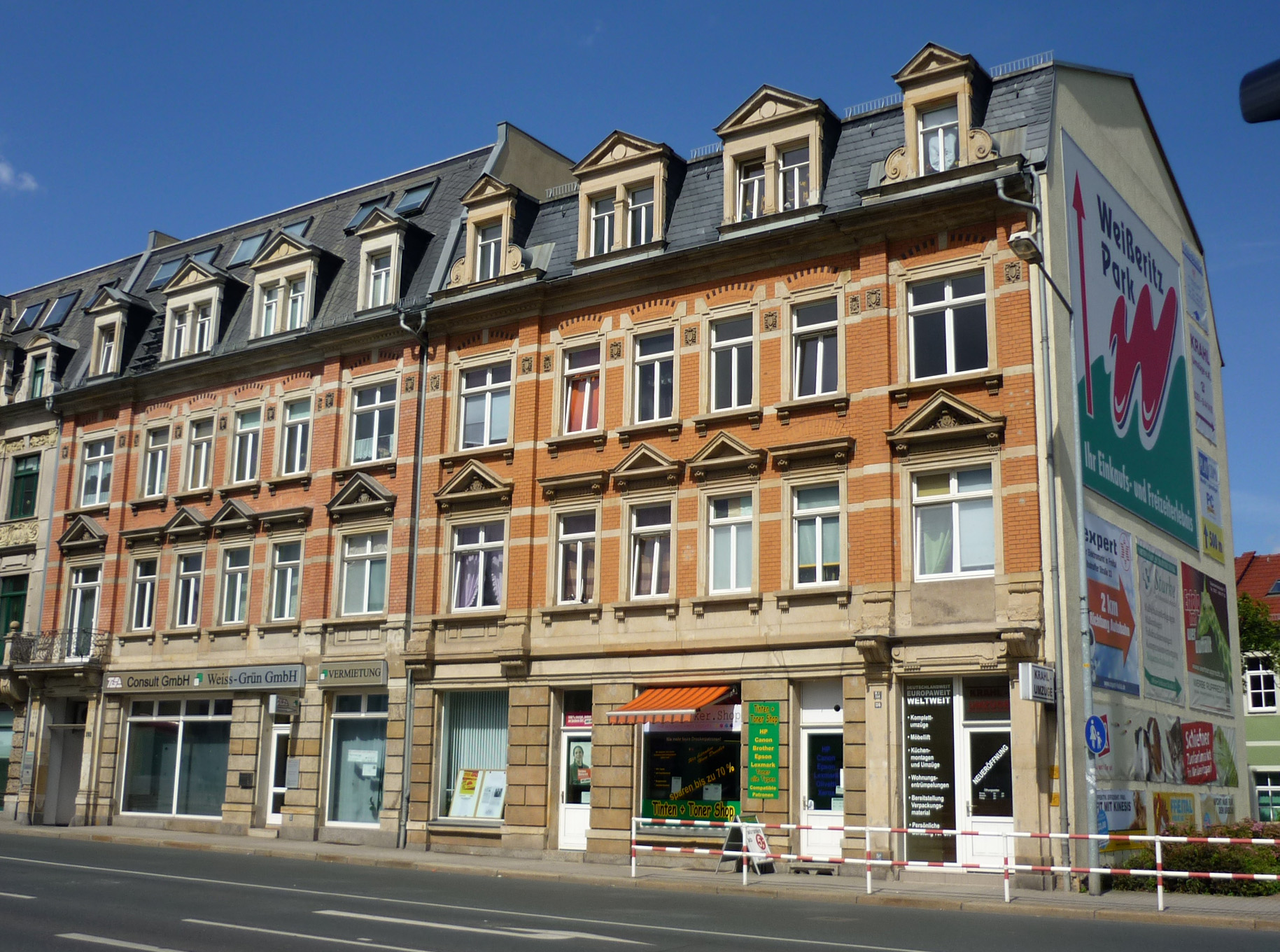
Beginn einer denkmalgeschützten Häuserzeile an der Dresdner Straße

Insbesondere entlang der Hauptstraßen Deubens gibt es vornehmlich drei- bis viergeschossige Wohn- und Geschäftshäuser in geschlossener Bebauung mit Ladenbereichen in den Erdgeschosszonen und darüber liegender Wohnnutzung. Solche Häuserzeilen finden sich insbesondere an der Dresdner Straße zwischen Poisental- und Mozartstraße sowie zwischen Gabelsberger- und Krönertstraße, am Sachsenplatz und der Poisentalstraße sowie entlang der Krönertstraße und dem Goetheplatz (dort vorrangig Wohnnutzung). Diese um 1900 entstandene Gründerzeitbebauung wurde vereinzelt durch spätere Bauten ersetzt (etwa an der Dresdner Straße 237) und ist mehrheitlich saniert. Zahlreiche dieser Gebäude sind als bau- und ortsgeschichtliche Zeugen Kulturdenkmale.
Eine Besonderheit ist das „Mühlenviertel“ genannte Areal entlang der Brückenstraße zwischen der Weißeritz im Westen und der Hinterstraße/Poisentalstraße im Osten/Nordosten: dort entstand in den 1990er Jahren anstelle des alten Deubener Dorfangers eine zusammenhängend und teils geschlossen bebaute Anlage aus Wohn- und Geschäftshäusern mit der Brückenstraße als zentraler Fußgängerzone.

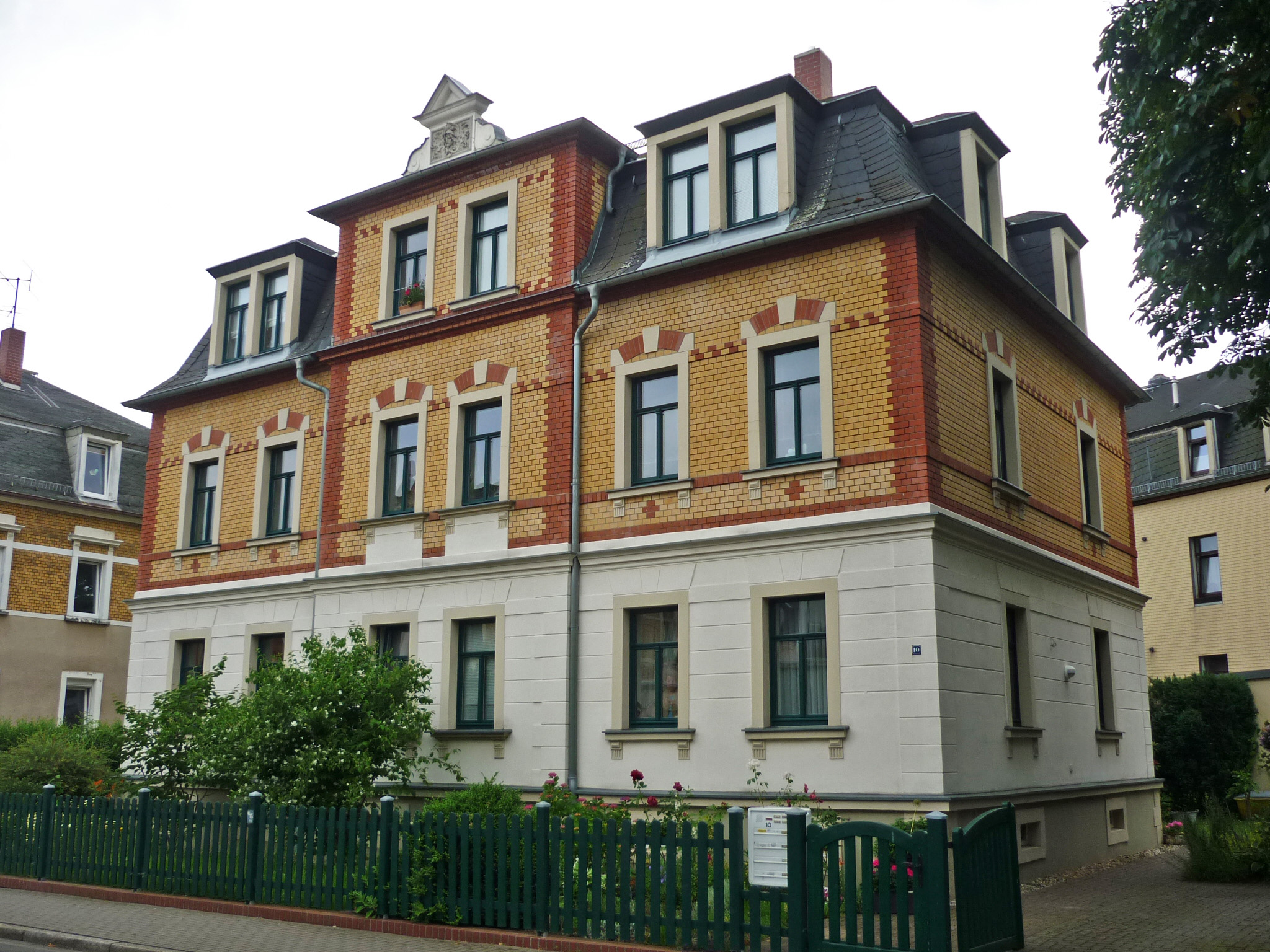
Typisches Wohnhaus an der Schillerstraße

Abseits der Hauptverkehrsstraßen prägen einzeln stehende Mehrfamilienhäuser und Mietvillen das Ortsbild, etwa im Quartier von Schiller-, Kreuz und Johannisstraße oder entlang der Langen Straße. Vereinzelt sind auch Reste älterer Bebauung, etwa an der Dresdner Straße 251 (ehemalige Garküche, um 1860) oder der Dresdner Straße 246 (Gasthaus Alte Schmiede) erhalten geblieben. Im zu Deuben gehörenden Pfaffengrund liegt die in den 1930er Jahren errichtete Siedlung am Zechelsweg, die seinerzeit nach Art der Ley-Siedlung angelegt wurde. Der Zechelsweg war damals passend nach Robert Ley („Dr.-Ley-Weg“) benannt.
Wie in der DDR üblich, wurden größere Wohnbauprojekte mittels Großwohnblöcken in Plattenbauweise realisiert. Derartige Gebäude befinden sich vorwiegend am südlichen Stadtteilrand (Dresdner Straße, Semmelweisstraße, Robert-Koch-Straße), aber auch an der Westseite des Goetheplatzes und entlang der Hermann-Henker-Straße. Seit der Wende gibt es in Deuben, abgesehen von dem Großprojekt Mühlenviertel, kaum noch Aktivitäten im Wohnbau. Dafür entstanden auch in Deuben die für Discounter typischen Flachbauten mit ausschließlicher Nutzung durch den Einzelhandel und umgebenden Parkplätzen.

## Wirtschaft und Infrastruktur

### Ansässige Unternehmen

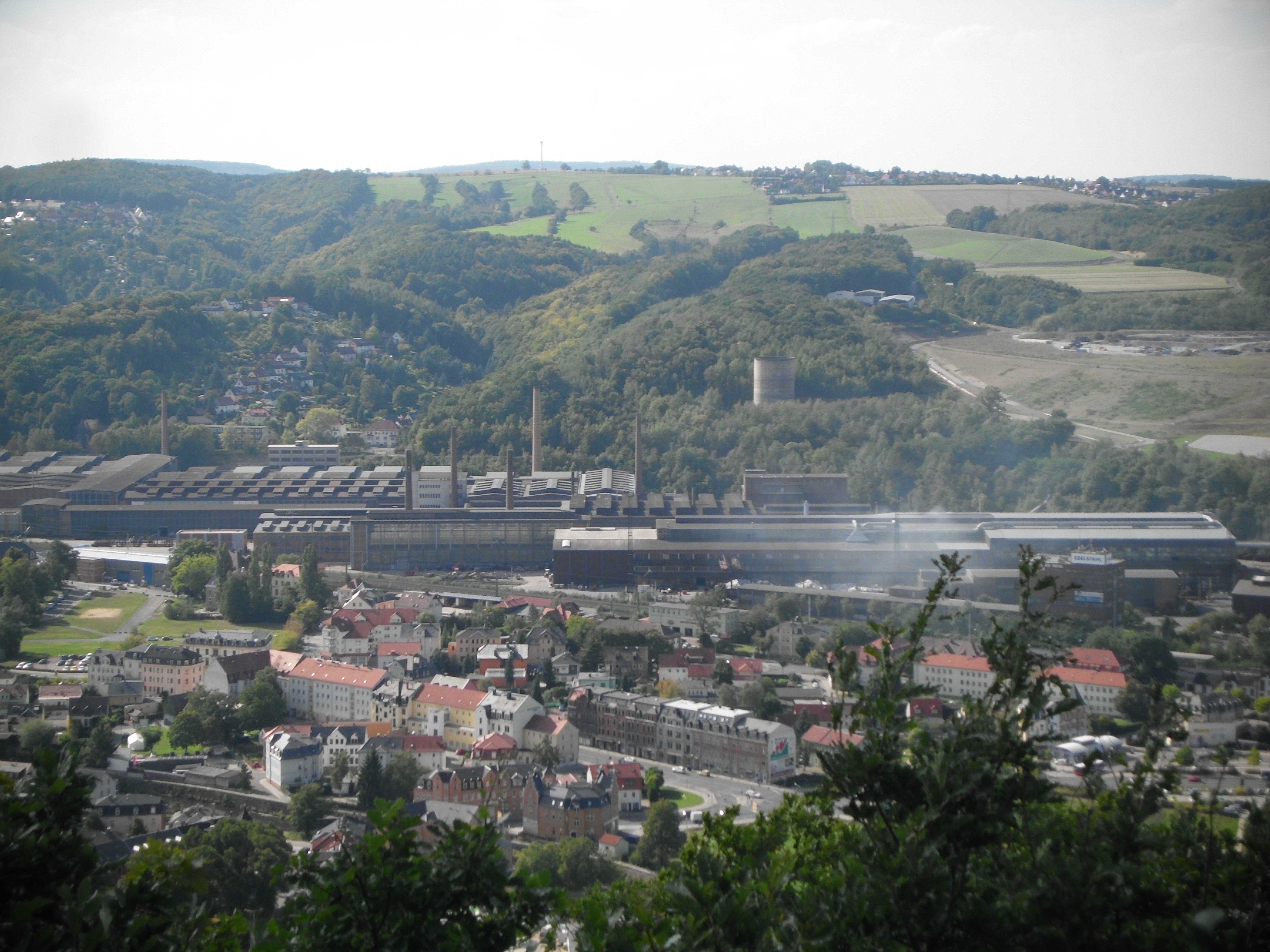
Blick auf Deuben und das Stahlwerk

Größter Arbeitgeber im Stadtteil ist die BGH Edelstahl Freital GmbH, die von ihrem Unternehmenssitz in Deuben auch Stahlwerke in Siegen, Lugau, Lippendorf und Netteltal-Leuth sowie in der polnischen Stadt Kattowitz betreibt. Hervorgegangen ist das Unternehmen aus der „Sächsischen Gußstahlfabrik Döhlen“ (der Firmensitz befand sich bis in die 1990er Jahre an der Hüttenstraße in Döhlen) und wurde nach dem Zweiten Weltkrieg unter der Bezeichnung „VEB Edelstahlwerk 8. Mai 1945“ zum größten Edelstahllieferanten der DDR. Die Betriebsorganisationen des Werkes prägten das öffentliche Leben Deubens und ganz Freitals in dieser Zeit entscheidend mit. Nach der Wende wurde es in die „Sächsische Edelstahlwerke GmbH Freital“ umgewandelt und stand kurz vor der Abwicklung, konnte aber durch die Siegener Boschgotthardshütte (BGH) übernommen werden.
Im Gesundheitswesen ist vor allem das Klinikum Freital bedeutend. Es gehört zur europaweit tätigen Helios-Kliniken-Gruppe, der auch das Krankenhaus in Dippoldiswalde gehört. Beide Krankenhäuser sind unter der Firmierung „Helios Weißeritztal-Kliniken“ zusammengefasst.
Entlang der Poststraße gibt es ebenfalls einige Gewerbeflächen. Am bedeutendsten ist dort die Freitaler Industrieservice GmbH (FIS), die in den Bereichen Stahl- und Anlagenbau, Fördertechnik sowie Behälterbau tätig ist und etwa 40 Mitarbeiter beschäftigt. An der Güterbahnhofstraße befindet sich der Stammsitz der Bäckerei Laube mit etwa 120 Mitarbeiten und 17 Filialen in Freital, Dresden, Rabenau, Bannewitz und Wilsdruff.
Bis in die 1920er Jahre war Deuben ein wichtiger Standort für die Elektrizitätsversorgung in der Region. Die Kraftwerke Freital AG betrieb das Elektrizitätswerk für den Plauenschen Grund an der Ecke Dresdner/Leßkestraße und hatte dort auch seinen Firmensitz. Es versorgte gemeinsam mit mehreren Wasserkraftwerken entlang der beiden Weißeritzflüsse im Jahr 1920 38 Gemeinden im Umland mit insgesamt 12.675 Stromkunden und stellte dabei eine Anschlussleistung von 11.280 kW bereit, davon 2.865 kW Lichtstrom, 7760 kW Drehstrom und 655 kW Gleichstrom für die Straßenbahnstrecke. Im Jahr 1929 wurde es zugunsten von per Hochspannungsleitungen übertragenem Strom aus dem Netz der Aktiengesellschaft Sächsische Werke stillgelegt. Der letzte bauliche Rest des Elektrizitätswerks, das Kesselhaus II, wurde 2012/2013 abgerissen.

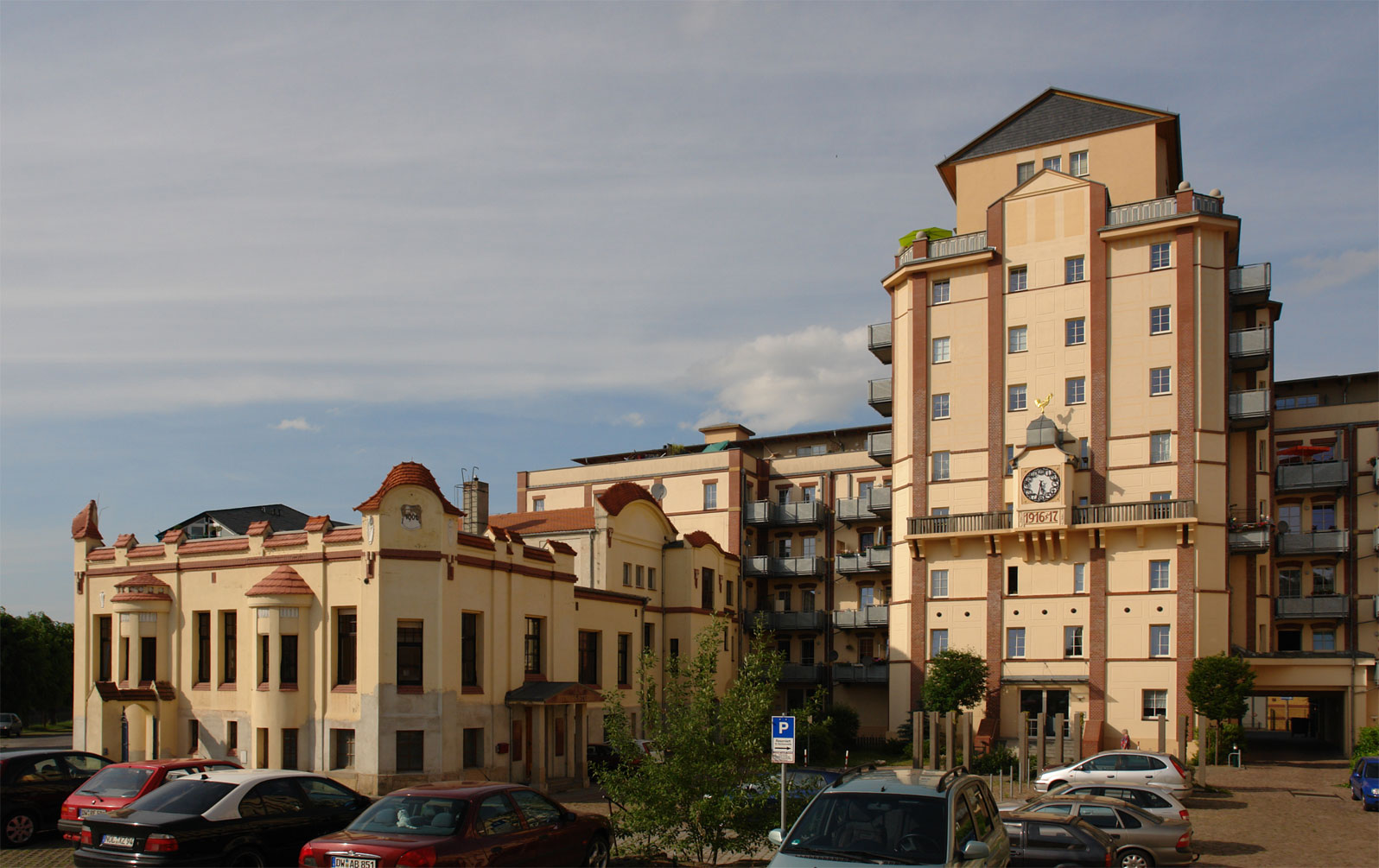
Egermühle mit markantem Getreidespeicher

Begünstigt durch die Lage an der Weißeritz entstanden schon früh Wassermühlen im Ort. Die größte und noch im Stadtbild dominante Anlage war die Egermühle. Sie wurde erstmals im 15. Jahrhundert nachgewiesen und erhielt Ende des 19. Jahrhunderts ihre noch bestehenden Gebäude. Die Versorgung erfolgte über einen noch erhaltenen Mühlgraben, der an der Jägerstraße nach rechts von der Weißeritz abzweigte und sich hinter dem Sachsenplatz über den Poisenbach wieder mit dem Fluss vereinigte. In der DDR wurde in der Egermühle als „VEB Lebensmittelindustrie Freital“ produziert. Nach Produktionsende 1990 wurden die Mühlengebäude mit dem markanten Getreidespeicher zu Wohnungen umgebaut, außerdem entstanden Gewerbeflächen. Eine weitere Mühle auf Deubener Flur war die Böhmertmühle, die als Wertstoffhof eines Entsorgungsunternehmens genutzt wird.

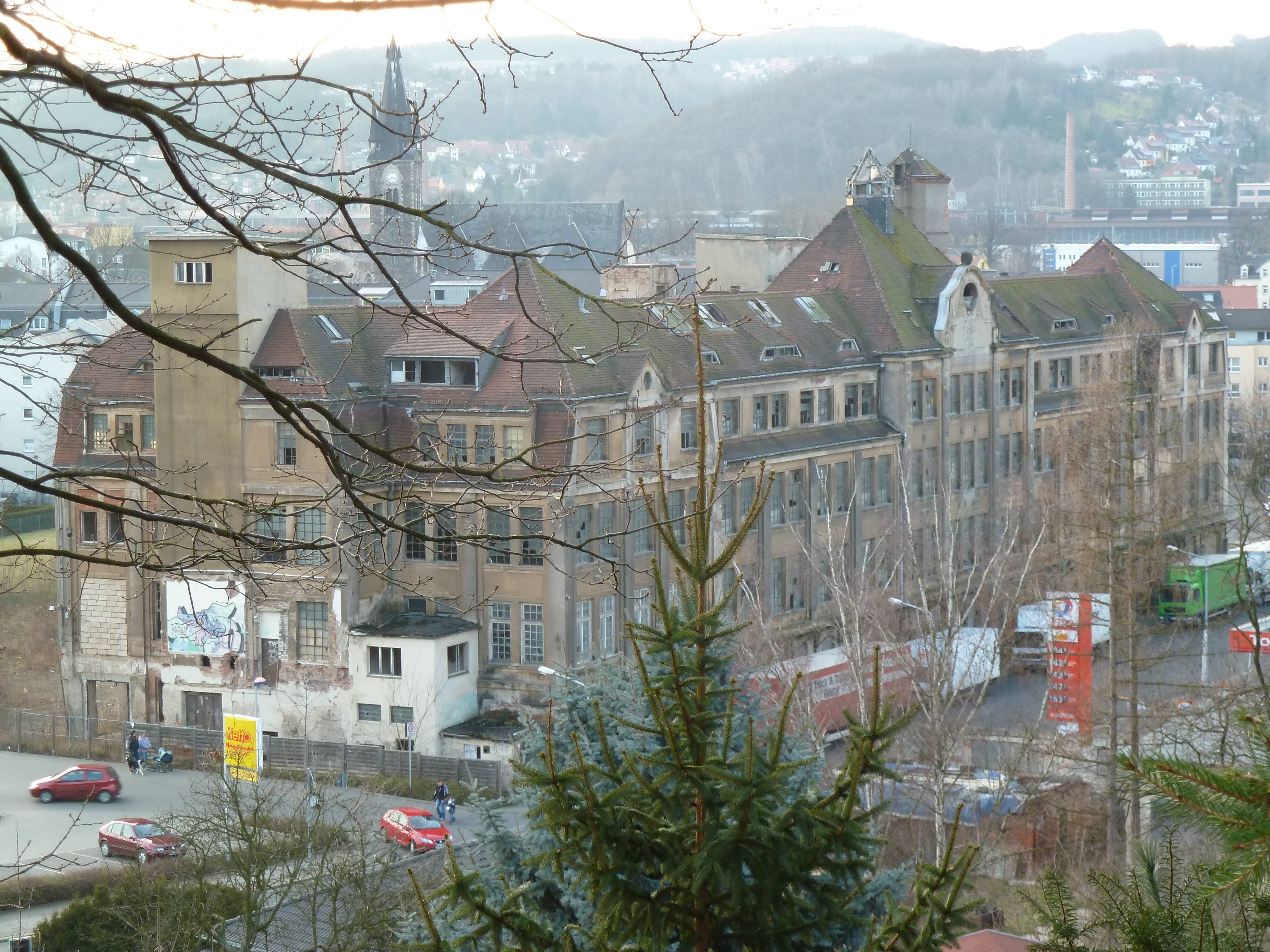
Bis 2019 erhaltenes Gebäude der Lederfabrik

Gegenüber dem Sachsenplatz befand sich die Lederfabrik F. G. Sohre AG, die von 1893 bis 1991 Ledererzeugnisse produzierte. Nach dem Konkurs des Unternehmens wurde ein Großteil der Produktionsgebäude abgerissen, einzig das markante Hauptgebäude an der Poisentalstraße blieb erhalten. Nachdem verschiedene Umnutzungsoptionen gescheitert waren, erfolgte auch hier 2019 der Abbruch.
Am Goetheplatz wurde Mitte der 1960er Jahre ein Verwaltungs- und Produktionsgebäude für das VEB Prüfgerätewerk Medingen, Sitz Freital, errichtet. Das Prüfgerätewerk stellte unter anderem Viskosimeter her. Auch diesem Unternehmen setzte der wirtschaftliche Umschwung in den 1990er Jahren stark zu, sodass es stark verkleinert aus Deuben wegzog. Das Produktionsgebäude wurde 2000 abgerissen und hinterlässt eine unbebaute Fläche mitten im Stadtzentrum.

### Verkehr
Die wichtigste Verbindung im Straßenverkehr ist die Dresdner Straße, die auf ihrem kompletten Verlauf im Stadtteil als Staatsstraße 194 eingestuft ist. An der verkehrsintensivsten Kreuzung der Stadt im Norden des Stadtteils kreuzt sich die Dresdner Straße mit der Verbindung nach Possendorf (Poisentalstraße, S 36) und der Hüttenstraße, die die Anbindung an die Freitaler Umgehungsstraße herstellt. Diese verläuft im Stadtteil über die Bahnhof-, Post- und Güterstraße und endet hier bisher an der Dresdner Straße. Eine Fortsetzung der Umgehung über die Güterbahnhofstraße ist vorgesehen. Der westliche Teil Deubens im Pfaffengrund ist vom übrigen Stadtteil aus nicht über Straßen zu erreichen. Lediglich ein Fußgängertunnel unter der Bahnstrecke zwischen der Dresdner Straße und der Südstraße verbindet beide Siedlungen miteinander.

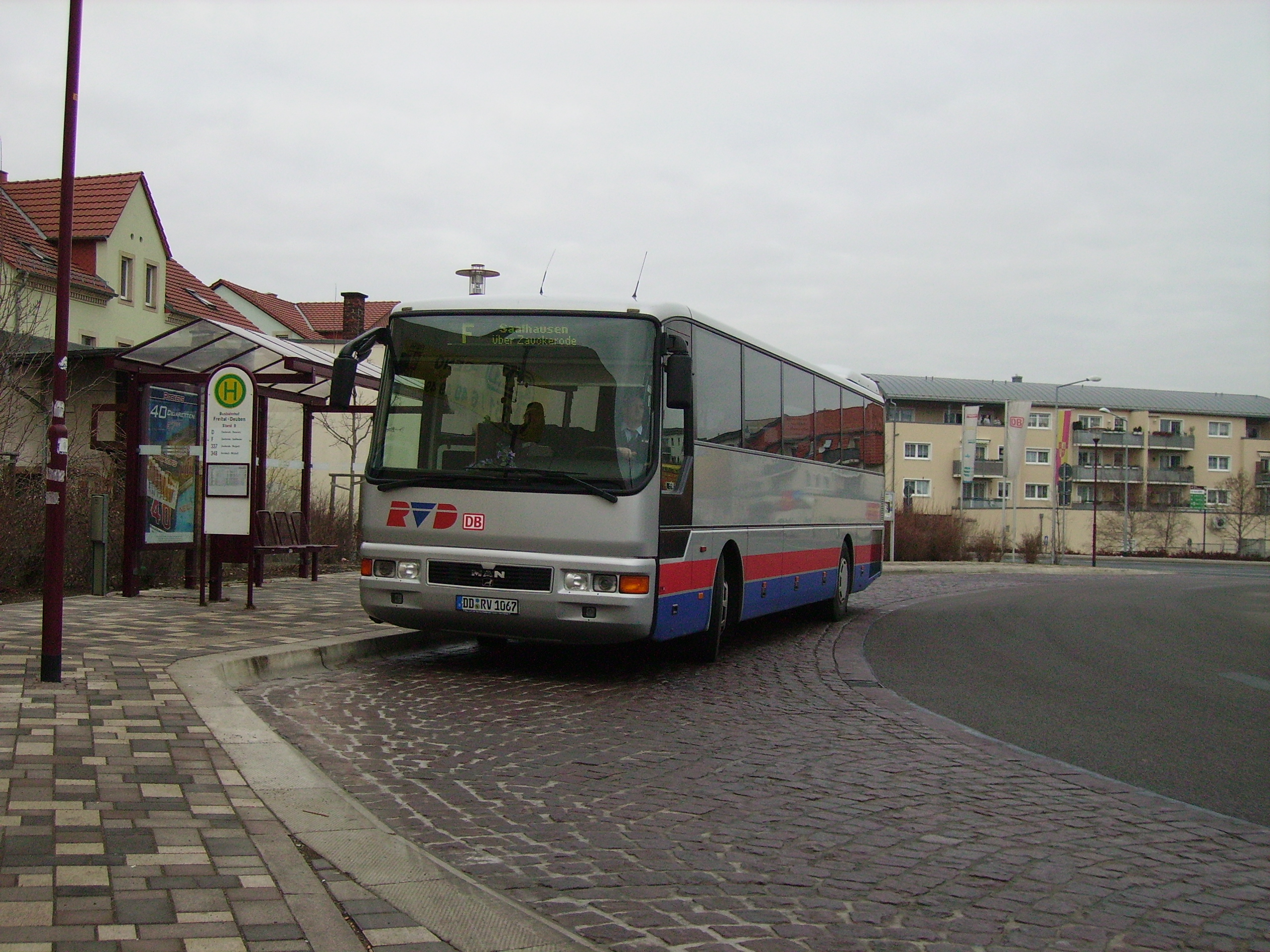
Busbahnhof Freital-Deuben

Auch im öffentlichen Verkehr kommt Deuben innerhalb der Freitaler Stadtteile eine besondere Bedeutung zu. Der zentrale Busbahnhof der Stadt befindet sich an der Hüttenstraße. Dort besteht auch ein Übergang zum Bahnhof Freital-Deuben und ein P+R-Platz. Im Stadtverkehr Freital verkehren Omnibusse der Regionalverkehr Sächsische Schweiz-Osterzgebirge GmbH vom Busbahnhof über Dresdner Straße, Poisentalstraße und über Krönert-/Mühlen-/Körnerstraße, entlang des „Mühlenviertel“ genannten Baugebiets. Die Haltestelle „Am Pfaffengrund“ ist ein Endpunkt der Buslinie 160 zwischen Dresden-Löbtau und Freital.

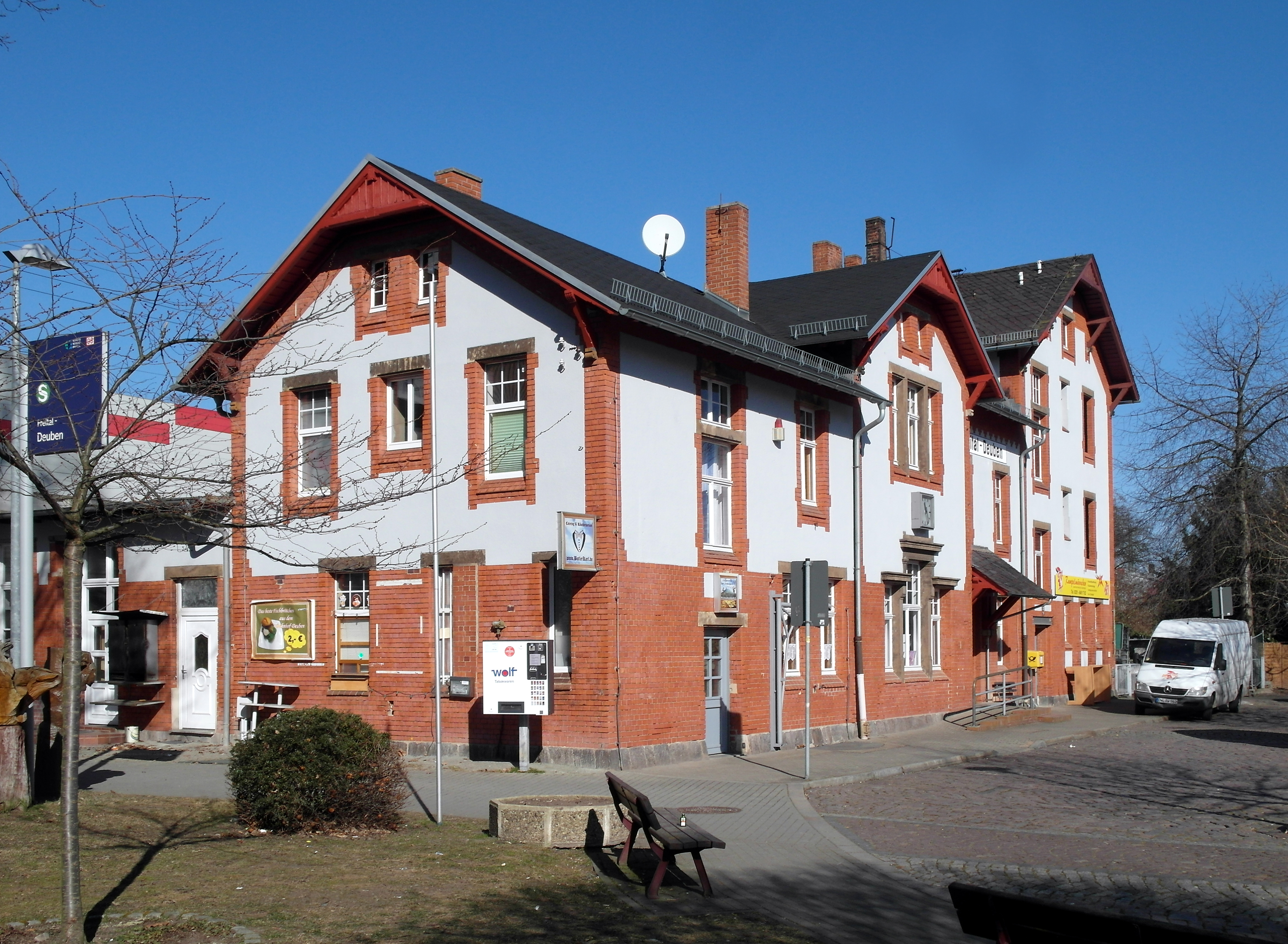
Bahnhofsgebäude Deuben

Die Bahnstrecke Dresden–Werdau durchquert den Stadtteil und hat einen Haltepunkt „Freital-Deuben“, an dem die S-Bahn-Linie 3 (Dresden–Tharandt/Freiberg) und Regionalzüge von Dresden Richtung Zwickau und Hof halten. Die Bahnstrecke ist gegenüber dem übrigen Geländeniveau angehoben, es existieren auf Gebiet des Stadtteils neben dem Fußgängertunnel zwei Straßenunterführungen an der Güter- und der Güterbahnhofstraße. Rechts der Hauptstrecke befinden sich Anschlussgleise für das Edelstahlwerk, früher waren diese Teil der schmalspurigen Potschappel-Hainsberger Verbindungsbahn bzw. der „DWIR“-Linie. Auf der anderen Seite gab es ein weiteres Industriegleis, genannt „DWIL“-Gleis, das die Glashütte und den Augustusschacht über die Deubener Kohlenbahn (heutiges Umspannwerk) an das Schienennetz anband.
Die bis 1974 bestehende Straßenbahn Plauensche Grundbahn hatte einen Straßenbahnhof in Deuben, der sich auf dem Gelände des heutigen Busbahnhofes befand. Die Straßenbahnstrecke wurde 1902 eröffnet und führte von Plauen durch den namensgebenden Plauenschen Grund zunächst bis Deuben, wurde später noch bis Hainsberg und Coßmannsdorf erweitert. Auch die Stromversorgung der Straßenbahn wurde in Deuben über das Elektrizitätswerk für den Plauenschen Grund realisiert. Am Straßenbahnhof Deuben befand sich außerdem der Abzweig der Staatlichen Güterbahn Deuben. Diese führte als meterspuriges Straßenbahngleis mit Rollbockverkehr über die Poisental- und Körnerstraße zur Lederfabrik und der Egermühle. Die Rollböcke wurden am Straßenbahnhof Deuben auf die Dresden-Werdauer Bahnstrecke umgesetzt und gewährleisteten somit die Schienenanbindung beider Betriebe.
Entlang der Weißeritz verlaufen zwischen den Brücken Poisental- und Bürgerstraße beiderseits touristische Rad- und Fußwege („Weißeritzradweg“).

### Bildung
In Deuben befindet sich mit dem Weißeritzgymnasium das einzige Gymnasium der Stadt mit Einzugsgebiet nach Wilsdruff, Tharandt/Rabenau und Bannewitz/Kreischa. Es hat im Ort insgesamt drei Standorte, davon zwei in den ehemaligen Deubener Volksschulgebäuden an Krönert- und Pestalozzistraße sowie im Typenschulbau an der Johannisstraße. In diesem Gebäude befand sich früher eine Grundschule, die später in ihr heutiges Domizil in Niederhäslich umzog. Im Weißeritzgymnasium lernen etwa 1000 Schüler der fünften bis zwölften Klassenstufe.
Die nächsten Grundschulen befinden sich daher in Niederhäslich (Grundschule Poisental) sowie in Hainsberg und Potschappel. In Hainsberg, Potschappel und am Waldblick in Niederhäslich befinden sich außerdem Oberschulen.
Historisch war Deuben seit 1936 Standort einer Gewerbeschule und später einer Förderschule, die aber allesamt inzwischen Standorte außerhalb Deubens bezogen haben. Bis 2016 befand sich an der Dresdner Straße 283 (Ecke Krönertstraße) eine Kinderbibliothek. Sie wurde mit den übrigen Freitaler Büchereistandorten in die Zentralbibliothek am Neumarkt, kurz hinter der Stadtteilgrenze, verlegt.

## Persönlichkeiten
- Felix Bauer (1903–1976), Ornithologe, geboren in Deuben
- Kurt Böhme (1913–1991), KPD- und SED-Funktionär, Offizier, Militärattaché, geboren in Deuben
- Christian Gottlob Eymann (1808–1866), Landwirt und Politiker
- Walter Kaden (1912–2010), Stenograf und Schriftsteller, geboren in Deuben
- Friedrich August Leßke (1841–1904), Heimatforscher und Kantor der Deubener Christuskirche
- Karl Martin (1893–1974), Politiker der NSDAP, geboren in Deuben
- Karl Pouva (1903–1989), Unternehmer in der Fotobranche, Gründer der Karl Pouva AG in Deuben
- Fritz Puder (1891–1951), Marionettenspieler im Raum Dresden
- Eugen Reiche (1878–1946), Posaunist, Lehrer und Komponist, geboren in Deuben
- Gerhard Reuter (1921–2014), Agrarwissenschaftler und Hochschullehrer, geboren in Deuben
- Ernst Robert Rudelt (1860–1935), Deubener Gemeindevorsteher und Mitglied des Sächsischen Landtags
- Johannes Schirmer (1877–1950), Politiker der SPD und USPD, geboren in Deuben
- Johannes Schneider-Marfels (1910–1967), Pianist und Hochschullehrer, geboren in Deuben
- Emil Zimmermann (1885–1966), Politiker der SPD, USPD und SED, geboren in Deuben